# Diana Wynne Jones
Diana Wynne Jones (* 16. August 1934 in London; † 26. März 2011 in Bristol) war eine britische Schriftstellerin, bekannt vor allem durch Fantasy-Romane für Jugendliche und Erwachsene.

## Leben
Sie wuchs in Essex auf, wohin sie schon während des Zweiten Weltkrieges evakuiert worden war, und studierte 1953 bis 1956 am St Anne’s College in Oxford. Dabei besuchte sie Vorlesungen von C. S. Lewis und J. R. R. Tolkien. Zunächst trat sie als Dramaturgin hervor und konnte 1967–1970 drei Theaterstücke auf Londoner Bühnen aufführen lassen. 1970 debütierte sie als Buchautorin. Ab 1976 lebte sie in Bristol. Jones war mit John Burrow, einem emeritierten Englischprofessor der Universität von Bristol, verheiratet.
Im Frühsommer 2009 wurde bei Jones Lungenkrebs diagnostiziert. Sie unterzog sich einer Operation und einer anschließenden Chemotherapie, die sie allerdings im Jahr 2010 aus gesundheitlichen Gründen abbrach. Sie starb am 26. März 2011. Sie hinterließ ihren Ehemann, drei Söhne und fünf Enkelkinder.

## Bibliografie

### Kinder- und Jugendliteratur
- Power of Three (1976): Der Fluch des Ringes. Dressler Verlag, 1989. ISBN 978-3-7915-1026-2.
- Archers Goon (1984): Das Geheimnis des siebten Zauberers. Dressler Verlag, 1989. ISBN 978-3-7915-1030-9.
- Fire and Hemlock (1985): Feuer und Schierling. Beltz Verlag, 1992. ISBN 3-407-80817-8.
- Yes, Dear (1992).
- Puss in Boots (1999).
- Enchanted Glass (2010).

#### Serien
Dalemark
- Cart and Cwidder. 1975, ISBN 0-333-17939-0.

Die Kraft der Mandola. Übersetzt von Karin Polz. Dressler, Hamburg 1985, ISBN 3-7915-1029-0.
Die Spielleute von Dalemark. Übersetzt von Dietmar Schmidt. Bastei Lübbe, Bergisch Gladbach 2002, ISBN 3-404-20442-5.
- Drowned Ammet. 1977, ISBN 0-333-22620-8.

Die heiligen Inseln. Übersetzt von Dietmar Schmidt. Bastei Lübbe, Bergisch Gladbach 2002, ISBN 3-404-20452-2.
- The Spellcoats. 1979, ISBN 0-333-25351-5.

Der Fluss der Seelen. Übersetzt von Dietmar Schmidt. Bastei Lübbe, Bergisch Gladbach 2003, ISBN 3-404-20463-8.
- The Crown of Dalemark. 1993, ISBN 0-7497-1255-4.

Die Krone von Dalemark. Übersetzt von Dietmar Schmidt. Bastei Lübbe, Bergisch Gladbach 2003, ISBN 3-404-20468-9.
Chrestomanci
- Charmed Life. 1977, ISBN 0-333-21426-9.

Wir sind aufs Hexen ganz versessen. Übersetzt von Ingrid Weixelbaumer. Dressler, Hamburg 1981, ISBN 3-7915-1025-8.
Neun Leben für den Zauberer. Mit Bildern von Sabine Wilharm. Übersetzt von Ingrid Weixelbaumer. Carlsen, Hamburg 2001, ISBN 3-551-55211-8.
- The Magicians of Caprona. 1980, ISBN 0-688-84283-6.

Die Zauberer von Caprona. Übersetzt von Friedl Hofbauer. Dressler, Hamburg 1983, ISBN 3-7915-1027-4.
Zauberstreit in Caprona. Mit Bildern von Sabine Wilharm. Übersetzt von Friedl Hofbauer und Anna Melach. Carlsen, Hamburg 2001, ISBN 3-551-55212-6.
- Witch Week. 1982, ISBN 0-333-33189-3.

Hexenwoche. Übersetzt von Friedl Hofbauer. Dressler, Hamburg 1984, ISBN 3-7915-1028-2.
Sieben Tage Hexerei. Mit Bildern von Sabine Wilharm. Übersetzt von Friedl Hofbauer und Anna Melach. Carlsen, Hamburg 2001, ISBN 3-551-55215-0.
- The Lives of Christopher Chant. 1988, ISBN 0-688-07806-0.

Von Irgendwo nach Fastüberall. Mit Bildern von Sabine Wilharm. Übersetzt von Reinhard Tiffert. Carlsen, Hamburg 2002, ISBN 3-551-55216-9.
- Mixed Magics: Four Tales of Chrestomanci. 2000, ISBN 0-00-185742-8.

Das Geheimnis des hundertsten Traumes. Mit Bildern von Sabine Wilharm. Übersetzt von Reinhard Tiffert. Carlsen, Hamburg 2002, ISBN 3-551-55252-5.
The Sage of Theare (1982) (dt.: Der Weise von Theare).
Warlock at the Wheel (1984) (dt.: Der Hexenmeister am Steuer).
Carol Oneir’s Hundredth Dream (1986) (dt.: Carol Oneirs hundertster Traum).
Stealer of Souls (2000) (dt.: Seelendieb).
- Conrad’s Fate. 2005, ISBN 0-00-719085-9.

Das geheimnisvolle Herrenhaus. Übersetzt von Gabriele Haefs. Carlsen, Hamburg 2011, ISBN 978-3-551-55552-6.
- The Pinhoe Egg. 2006, ISBN 0-00-722854-6.

Howl’s Castle
- Howl’s Moving Castle. 1986, ISBN 0-688-06233-4.

Sophie im Schloss des Zauberers. Übersetzt von Gabriele Haefs. Carlsen, Hamburg 2005, ISBN 3-551-55322-X.
Das wandelnde Schloss. Übersetzt von Gabriele Haefs. Knaur, München 2019, ISBN 978-3-426-52538-8.
- Castle in the Air. 1990, ISBN 0-416-15782-3.

Ziemlich viele Prinzessinnen. Mit Bildern von Sabine Wilharm. Übersetzt von Dorothee Haentjes. Carlsen, Hamburg 2003, ISBN 3-551-55321-1.
Der Palast im Himmel. Übersetzt von Dorothee Haentjes. Knaur, München 2020, ISBN 978-3-426-52539-5.
- House of Many Ways. 2008, ISBN 978-0-00-727567-0.

Das Haus der tausend Räume. Übersetzt von Oliver Plaschka. Knaur, München 2021, ISBN 978-3-426-52540-1.

### Erwachsenenliteratur
- Changeover (1970).
- Wilkins Tooth (1973) / im Amerikanischen Witchs Business.
- The Ogre Downstairs (1974).
- Eight Days of Luke (1975).
- Dogsbody (1975).
- The Time of the Ghost (1981).
- The Homeward Bounders (1981).
- The Skivers Guide (1984) / Handbuch zum Wegtauchen.
- A Tale of Time City (1987).
- Wild Robert (1989).
- Black Maria (1991) / Im Amerikanischen Aunt Maria.
- A Sudden Wild Magic (1992) / Plötzlich war da wilder Zauber (Bastei).
- Hexwood (1993).
- The Tough Guide to Fantasyland (1996).
- The Game (2007).
- Earwig and the Witch (2011).

#### Serien
Magids
- Deep Secret. 1997, ISBN 0-575-06479-X.

Eine Frage der Balance. Übersetzt von Eva Bauche-Eppers. Bastei Lübbe, Bergisch Gladbach 2000, ISBN 3-404-20378-X.
- The Merlin Conspiracy. 2003, ISBN 0-06-052318-2.

Die Merlin-Verschwörung. Übersetzt von Gabriele Haefs. Carlsen, Hamburg 2006, ISBN 3-551-55332-7.
Derkholm
- Dark Lord of Derkholm. 1998, ISBN 0-688-16004-2.

Einmal zaubern – Touristenklasse. Übersetzt von Eva Bauche-Eppers. Bastei Lübbe, Bergisch Gladbach 2000, ISBN 3-404-20391-7.
Fauler Zauber. Übersetzt von Eva Bauche-Eppers. Knaur, München 2019, ISBN 978-3-426-52290-5.
- The Year of the Griffin. bzw. Year of the Griffin. 2000, ISBN 0-06-029158-3.

## Verfilmungen
- 1992: TV-Verfilmung von Archer’s Goon bzw. Das Geheimnis des siebten Zauberers
- 2004: Howl’s Moving Castle bzw. Sophie im Schloss des Zauberers zu Das wandelnde Schloss als Anime von Hayao Miyazaki
- 2020: Earwig and the Witch bzw. Aya und die Hexe als Anime von Gorō Miyazaki

## Auszeichnungen
- 1978: Guardian Award for Children’s Books für Charmed Life[2]
- 1984: Nominierung zum World Fantasy Award für Archer’s Goon
- 1996: Mythopoeic Fantasy Award for Children’s Literature für The Crown of Dalemark
- 1999: Mythopoeic Fantasy Award for Children’s Literature für Dark Lord of Derkholm
- 1999: Karl Edward Wagner Award
- 2005: Nominierung zum Academy Award für den besten animierten Spielfilm Howl's Moving Castle
- 2005: Nominierung zum Astrid Lindgren Memorial Award (ALMA)[3]
- 2006: Verleihung des Titels „Ehrendoktor für Literatur“ von der University of Bristol
- 2006: Phoenix Award für Howl's Moving Castle
- 2007: World Fantasy Award für das Lebenswerk